# Андрій Михайлович Заславський
Андрій Заславський (*д/н — після 1433) — політичний діяч Великого князівства Литовського.

## Життєпис
Походив з литовського князівського роду Заславських (гілки Гедиміновичів). Молодший син князя Михайла Євнутовича. Після його загибелі у битві на Ворсклі 1399 року розділив заславське князівством з братом Юрієм. Вперше Андрій Заславський письмо згадується 1404 року.
Ймовірно брав участь у Великій війні 1409—1411 років проти Тевтонського ордену. В подальшому став прихильником великого князя Свидригайла. 1433 року був одним з підписантів листа на адресу Базельського собору, де захищалися дії Свидригайла Ольгердовича. Можливо загинув у битві під Вількомиром 1435 року.